# 無心拍数
『無心拍数』（むしんぱくすう）は、[Alexandros]の楽曲。2022年7月13日にユニバーサルミュージックから8枚目のフル・アルバム『But wait. Cats?』の収録曲として発売された。アルバムの発売に先駆け、『無心拍数 (アオアシ ver.)』として同年6月3日に先行配信された。

## 概要
- 本曲は、NHK Eテレテレビアニメ『アオアシ』の第1クールオープニングテーマである[5]。
  - 同タイアップの起用に対して、ボーカルの川上洋平は「本当に大好きで大切な漫画です。読み始めたら止まらず、気づいたら朝になっていました」と原作漫画を賞賛しており[6]、楽曲に対しては「フィールドをぶっちぎっていく（主人公の）アシト達を表現した曲になっています。大好き過ぎてちょっと気合い入れ過ぎたアクセル全開な曲に仕上がりました」とコメントした[6]。
  - 2022年4月16日、YouTubeにて、本曲が使用されている同アニメのノンクレジットオープニングムービーが公開された[8]。
- 本曲のサウンドプロデュースは、東京事変の亀田誠治が担当している[7]。
- 2022年5月28日、川上がパーソナリティを務めるTOKYO FM『おと、をかし』にて、本曲のフルサイズがラジオ初オンエアされた[9]。
- 同年6月3日、各配信サイトにて先行配信された[8]。
  - 先行配信のジャケット写真は、同アニメとのコラボレーションジャケットとなっている[10]。
- 同日、本曲の「アオアシver.」のミュージック・ビデオが公開された[11]。
  - 同MVは、同アニメの原作マンガのイラストを使用した全編コラボレーション映像となっている[11]。
  - 前述の通り、同MVはマンガ仕様の映像となっている為、「MMV（Manga Music Video：マンガ・ミュージック・ビデオ）」と表記されている[12]。
- 同年7月13日、自身の8thアルバム『But wait. Cats?』の収録曲として発売された[7]。

## チャート成績
- オリコンチャート
  - 初週4,489ダウンロードを記録し、2022年6月13日付の「オリコン週間 デジタルシングル(単曲)ランキング」で初登場13位を獲得した[1]。
- Billboard JAPAN
  - 2022年6月8日公開の「Billboard Japan Download Songs」で週間10位を獲得した[2]。
  - 2022年6月8日公開の「Billboard Japan Hot 100」で週間97位を獲得した[3]。
  - 2022年6月8日公開の「Billboard Japan Hot Animation」で週間13位を獲得した[4]。

## クレジット

### 作詞・作曲・編曲
- 作詞・作曲：川上洋平
- 編曲：[Alexandros], 亀田誠治

## タイアップ
- NHK Eテレテレビアニメ『アオアシ』第1クールオープニングテーマ[5]

## 収録作品

### シングル
- 配信限定シングル『無心拍数 (アオアシ ver.)』

### アルバム
- 8thアルバム『But wait. Cats?』